# Finala Cupei României 2015
Finala Cupei României 2015 a fost ultimul meci al Cupei României 2014-2015, care s-a jucat între Universitatea Cluj și Steaua București. Meciul s-a jucat pe 31 mai 2015 pe Arena Națională din București. Dacă Universitatea Cluj ar fi câștigat Cupa României atunci ar fi jucat în Supercupa României tot cu Steaua București deoarece aceasta a câștigat titlul în Liga I. Deoarece Steaua a câștigat și Liga I 2014-2015 a jucat Supercupa României 2015 cu vicecampioana A.S. Ardealul Târgu Mureș.  Arbitrul central al acestei finale a fost Alexandru Tudor, care i-a avut ca asistenți pe Valentin Avram și pe Vladimir Urzică.

## Context
Universitatea Cluj a intrat în competiție în faza șaisprezecimilor, deoarece a participat în Liga I 2014-2015. Universitatea Cluj nu a mai câștigat un trofeu de pe 11 iulie 1965 când a învins Dinamo Pitești cu scorul de 2-1 în finala de pe Stadionul Republicii. De asemenea acesta este singurul trofeu intern al echipe din Cluj-Napoca. Universitatea Cluj a jucat finala primei ediții a Cupei României, dar a pierdut cu 0-5 în fața Ripensia Timișoara.
Steaua București a intrat în competiție în faza șaisprezecimilor, deoarece a participat la Liga I 2014-2015. Steaua București este echipa cu cele mai multe trofee câștigând Cupa României de 22 de ori. A câștigat ultima dată trofeul în anul 2011 când a învins în finală cu 2-1 clubul Dinamo București. Cea mai recentă finală disputată de Steaua a avut loc în 2014 când a pierdut finala în fața celor de la Astra Giurgiu la loviturile de departajare cu 4-2.

## Drumul către finală
Pentru mai multe detalii despre acest subiect, vedeți Cupa României 2014-2015.
Notă: În toate rezultatele de mai jos, scorul finalistei este dat în primul rând (A: acasă; D: deplasare).
| Universitatea Cluj | Universitatea Cluj                    | Runda         | Steaua București | Steaua București              |
| ------------------ | ------------------------------------- | ------------- | ---------------- | ----------------------------- |
| Adversar           | Rezultate                             |               | Adversar         | Rezultate                     |
| FC Bihor           | 1–1 (d.p.) (D) (4–5 pen.)             | Șaisprezecimi | ACS Berceni      | 3–0 (D)                       |
| FC Brașov          | 1–3 (D)                               | Optimi        | CSMS Iași        | 0–1 (D)                       |
| Pandurii           | 1–0 (A)                               | Sferturi      | CSU Craiova      | 0–1 (D)                       |
| CFR Cluj           | 0–0 deplasare și 0–0 acasă (4–2 pen.) | Semifinale    | Petrolul         | 1–1 în deplasare și 3–1 acasă |

## Meci

### Desfășurarea
Steaua, favorita meciului, a început puternic, marcând în minutul 9, după ce Nicolae Stanciu a pătruns pe partea stângă în careu și a centrat înapoi de pe linia de fund, Adrian Popa trimițând în dreapta portarului. U Cluj a replicat printr-o cursă umăr la umăr a lui Justin Mengolo cu Fernando Varela în minutul 20, dar fără a pune în real pericol poarta Stelei. Repriza a doua a început din nou cu goluri ale Stelei, Raul Rusescu înscriind după o cursă a lui Popa în minutul 48, iar în minutul 53 același Popa a marcat cu un șut care a trimis mingea întâi în bară și apoi în poartă. Până la finalul meciului, U Cluj nu a mai pus probleme, stelistul Rusescu trimițând mingea în poartă încă o dată, dar golul său fiind anulat pentru off-side.

### Detalii
| U Cluj | 0 – 3 | Steaua București        |
| ------ | ----- | ----------------------- |
|        |       | Popa 9' 53' Rusescu 48' |

| „U” CLUJ | STEAUA |

|              |    |                    |     |     |
|              |    |                    |     |     |
| P            | 33 | Robert Veselovsky  |     |     |
| F            | 17 | Petar Jovanovic    | 56' | 56' |
| F            | 18 | Ionuț Neag         |     |     |
| F            | 4  | Dino Skvorc        | 24' |     |
| F            | 13 | Raul Ciupe         |     |     |
| M            | 30 | Andrei Lungu       |     |     |
| M            | 24 | Cristian Munteanu  |     |     |
| M            | 11 | Pablo Ceppelini    |     | 46' |
| M            | 18 | Lóránt Kovács      |     | 67' |
| M            | 10 | Justin Mengolo     |     |     |
| A            | 7  | Vlad Morar         |     |     |
| Rezerve:     |    |                    |     |     |
| P            | 21 | Emilian Dolha      |     |     |
| F            | 9  | Valentin Lemnaru   |     |     |
| M            | 10 | Vasilică Cristocea |     | 67' |
| M            | 16 | Nuno Viveiros      |     | 46' |
| M            | 20 | Andreas Calcan     |     |     |
| F            | 22 | Daniel Martins     |     |     |
| A            | 31 | Narcisse Bambara   |     | 56' |
|              |    |                    |     |     |
| Antrenor:    |    |                    |     |     |
| Adrian Falub |    |                    |     |     |

|              |    |                    |     |     |
|              |    |                    |     |     |
| P            | 1  | Florin Niță        |     |     |
| F            | 6  | Paul Papp          |     | 69' |
| F            | 5  | Srdjan Luchin      | 71' |     |
| F            | 33 | Fernando Varela    |     | 77' |
| F            | 16 | Guilherme Sityá    |     |     |
| M            | 21 | Nicandro Breeveld  |     |     |
| M            | 26 | Ionuț Neagu        |     | 65' |
| M            | 77 | Adrian Popa        |     |     |
| M            | 12 | Nicolae Stanciu    |     |     |
| A            | 7  | Alexandru Chipciu  |     |     |
| A            | 21 | Raul Rusescu       |     |     |
| Rezerve:     |    |                    |     |     |
| P            | 95 | Valentin Cojocaru  |     |     |
| F            | 2  | Cornel Râpă        |     | 69' |
| A            | 9  | Gabriel Iancu      |     | 65' |
| F            | 13 | Alin Toșca         |     |     |
| F            | 14 | Iasmin Latovlevici |     |     |
| A            | 29 | George Țucudean    |     |     |
| M            | 30 | Gabriel Tamaș      |     | 77' |
| Antrenor:    |    |                    |     |     |
| Costel Gâlcă |    |                    |     |     |

| Oficialii meciului - Arbitrii asistenți: Valentin Avram, Vladimir Urzică - Arbitrii adiționali: Cătălin George Găman, Iulian Călin - Arbitrul de rezervă: Florin Ciprian Danșa | Reguli - 90 minute. - 30 minute de prelungire dacă scorul rămâne egal (două reprize de 15 minute). - Lovituri de departajare dacă scorul rămâne egal după 120 de minute. - Șapte rezerve. - Maxim trei schimbări. |

## Legături externe
- Site oficial